# Bernkastel-Wittlich
El districte de Bernkastel-Wittlich és un districte ("Landkreis" en alemany) de Renània-Palatinat (Alemanya). El cap del districte és Wittlich.

## Ciutats, municipis i comunitats d'administració
(nombre d'habitants el 2009)
| Ciutats lliures:                                                        |
| - 1. Morbach, Einheitsgemeinde (10.843) - 2. Wittlich, Stadt * (17.786) |

| Sitz der Verbandsgemeinde * | | |
| - 1. Municipi fusionat de Bernkastel-Kues 1. Bernkastel-Kues, Stadt * (6.732) 2. Brauneberg (1.165) 3. Burgen (592) 4. Erden (398) 5. Gornhausen (230) 6. Graach an der Mosel (723) 7. Hochscheid (250) 8. Kesten (347) 9. Kleinich (708) 10. Kommen (286) 11. Lieser (1.166) 12. Lösnich (433) 13. Longkamp (1.194) 14. Maring-Noviand (1.496) 15. Monzelfeld (1.264) 16. Mülheim (Mosel) (973) 17. Ürzig (887) 18. Veldenz (943) 19. Wintrich (964) 20. Zeltingen-Rachtig (2.271) - 2. Municipi fusionat de Kröv-Bausendorf 1. Bausendorf (1.337) 2. Bengel (901) 3. Diefenbach (71) 4. Flußbach (455) 5. Hontheim (839) 6. Kinderbeuern (1.099) 7. Kinheim (820) 8. Kröv * (2.283) 9. Reil (1.115) 10. Willwerscheid (64) | - 3. Municipi fusionat de Manderscheid 1. Bettenfeld (689) 2. Dierfeld (8) 3. Eckfeld (365) 4. Eisenschmitt (324) 5. Gipperath (255) 6. Greimerath (233) 7. Großlittgen (1.018) 8. Hasborn (562) 9. Karl (211) 10. Laufeld (503) 11. Manderscheid, Stadt * (1.318) 12. Meerfeld (365) 13. Musweiler (60) 14. Niederöfflingen (456) 15. Niederscheidweiler (274) 16. Oberöfflingen (294) 17. Oberscheidweiler (200) 18. Pantenburg (256) 19. Schladt (121) 20. Schwarzenborn (52) 21. Wallscheid (357) - 4. Municipi fusionat de Neumagen-Dhron 1. Minheim (483) 2. Neumagen-Dhron * (2.286) 3. Piesport (1.965) 4. Trittenheim (1.102) - 5. Municipi fusionat de Thalfang am Erbeskopf 1. Berglicht (506) 2. Breit (287) 3. Büdlich (209) 4. Burtscheid (127) 5. Deuselbach (254) 6. Dhronecken (125) 7. Etgert (59) 8. Gielert (174) 9. Gräfendhron (118) 10. Heidenburg (749) 11. Hilscheid (268) 12. Horath (451) 13. Immert (171) 14. Lückenburg (104) 15. Malborn (1.431) 16. Merschbach (48) 17. Neunkirchen (132) 18. Rorodt (54) 19. Schönberg (231) 20. Talling (224) 21. Thalfang * (1.765) | - 6. Municipi fusionat de Traben-Trarbach 1. Burg (Mosel) (441) 2. Enkirch (1.654) 3. Irmenach (760) 4. Lötzbeuren (499) 5. Starkenburg (243) 6. Traben-Trarbach, Stadt * (6.031) - 7. Municipi fusionat de Wittlich-Land [Sitz: Wittlich] 1. Altrich (1.538) 2. Arenrath (336) 3. Bergweiler (877) 4. Binsfeld (1.121) 5. Bruch (488) 6. Dierscheid (166) 7. Dodenburg (107) 8. Dreis (1.377) 9. Esch (415) 10. Gladbach (353) 11. Heckenmünster (109) 12. Heidweiler (199) 13. Hetzerath (1.972) 14. Hupperath (608) 15. Klausen (1.343) 16. Landscheid (2.059) 17. Minderlittgen (672) 18. Niersbach (724) 19. Osann-Monzel (1.651) 20. Platten (886) 21. Plein (664) 22. Rivenich (724) 23. Salmtal (2.418) 24. Sehlem (900) |